# Sybra concolor
Sybra concolor är en skalbaggsart som beskrevs av Stefan von Breuning 1982. Sybra concolor ingår i släktet Sybra och familjen långhorningar. Inga underarter finns listade i Catalogue of Life.